# 二氧化二氮
二氧化二氮是一种无机化合物，化学式为N
2O
2，它可能有多种结构异构体，其中共价的O=N–N=O（线性的一氧化氮二聚体）基于ab initio计算被认为是最稳定的，它也是目前通过实验得到的唯一一种异构体。在固态，它具有C2v对称性，为平面结构，两个氧原子沿N-N键为顺式构型。O–N键键长为1.15 Å，N–N键键长为2.33 Å，∠O=N–N为95°。